# Fumarola
|  | Per a altres significats, vegeu «fumarola hidrotermal». |

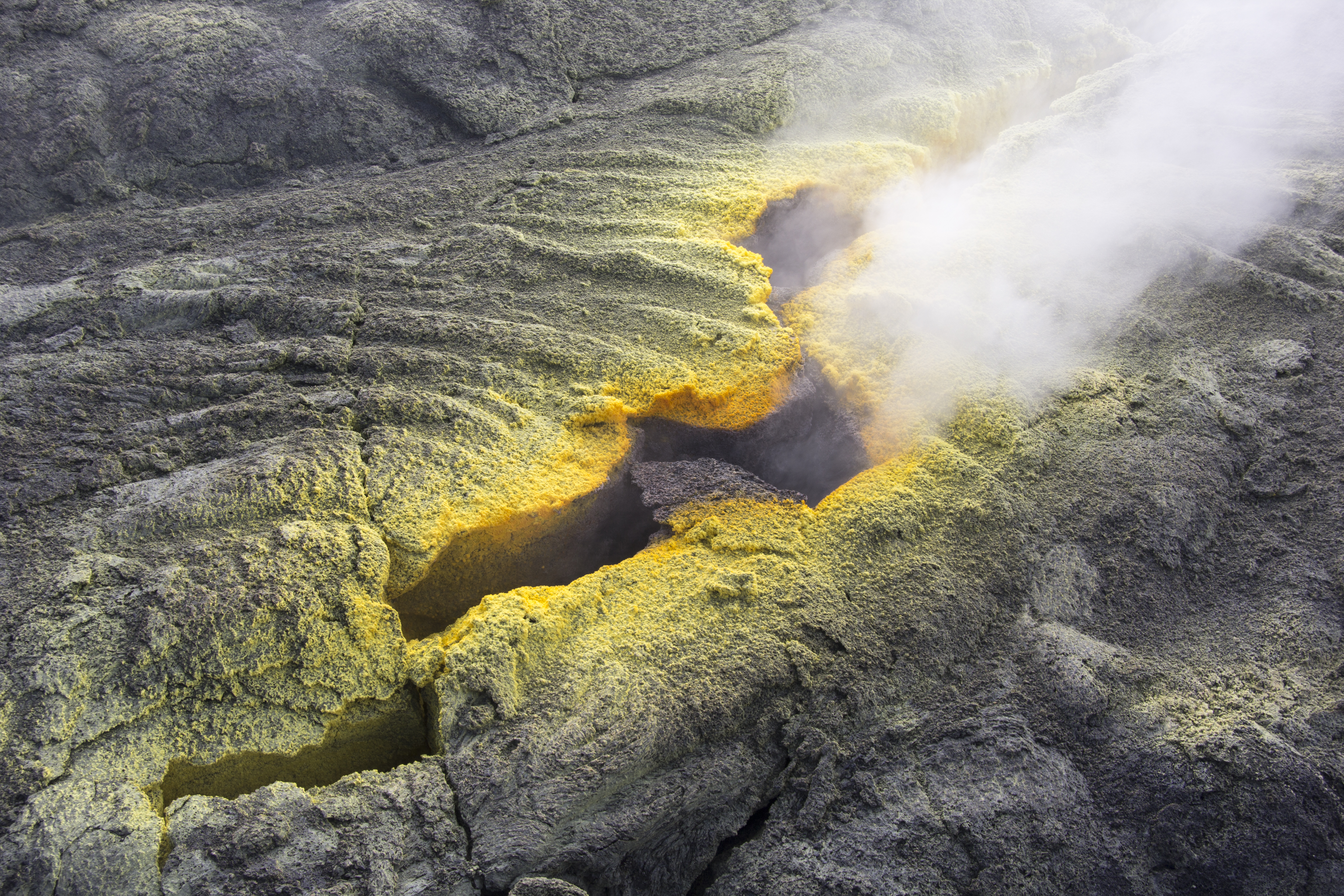
Fumarola amb dipòsit de sulfurs a les proximitats del cràter del volcà Puʻu ʻŌʻō a Hawaii (regió de fissures volcàniques del volcà Kilauea, 2016)

Una fumarola (del mot llatí fumus) és un forat, escletxa o obertura a la superfície terrestre que emet gasos d'origen magmàtic, com ara vapor d'aigua i òxids de sofre. De vegades, en sortir a l'exterior, els gasos passen a fase sòlida i es dipositen en superfície cristalls de sofre o altres compostos.

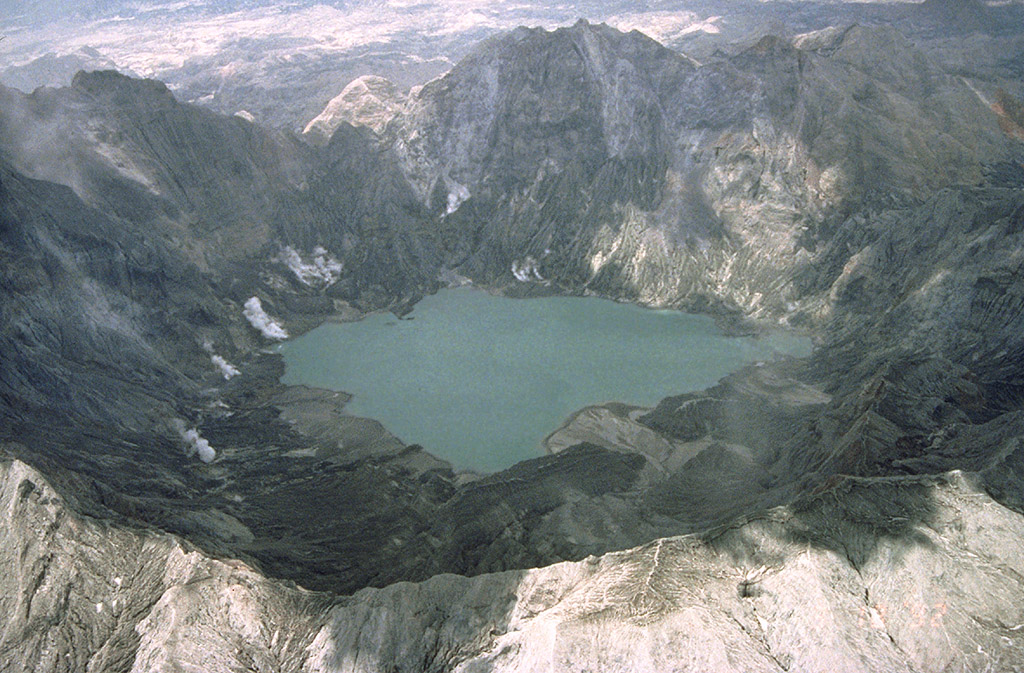
Vista aèria. Fumaroles a l'interior del cràter del vocà Pinatubo (U.S. Geological Survey, maig de 1992)

Les fumaroles emeten vapor i gasos volcànics. Poden ocórrer com a forats, esquerdes o fissures a prop dels volcans actius o en zones on el magma ha ascendit a l'escorça terrestre sense provocar una erupció. Una fumarola pot desafogar-se durant segles o extingir-se ràpidament, depenent de la longevitat de la font de calor. Les fumaroles poden emetre només gasos amb absència de fums.
Es produeix una emanació de gasos d'origen magmàtic de gran activitat química en una zona volcànica, que sorgeix d'una manera força tranquil·la, a través de boques o fissures agrupades sovint en camps (camp de fumaroles). L'emanació es produeix durant un cicle volcànic, abans, durant o després del paroxisme eruptiu. De vegades dura molt de temps després d'acabada l'erupció i progressa o decreix segons la temperatura i la distància al focus eruptiu. Les fumaroles són un dels darrers signes de l'activitat volcànica. Per la seva localització es pot distingir entre les fumaroles de cràter, emeses en el cràter d'un volcà, i les fumaroles de fissura, en llocs allunyats de l'aparell volcànic, al llarg de les quals són emesos els gasos.
La matèria volcànica en estat gasós és expulsada per la força de la pressió magmàtica. Són considerades com un fenomen secundari posteruptiu. Poden assolir temperatures entre els 50 °C i els 600 °C, aproximadament. Segons les fonts magmàtiques, les fumaroles poden ser clorurades, clorhídriques, amoniacals, sulfhídriques i carbòniques. A la península itàlica són conegudes les fumaroles de Puzzuoli, de vapors sulfurosos. A l'àrea del volcà Katmai (Alaska) hi ha una de les regions volcàniques més densament coberta de fumaroles del planeta.
Les fumaroles són característiques i comunes als volcans actius i són un signe important d'activitat, ja que indiquen la presència pròxima de calor de fonts volcàniques. Entre erupcions, les fumaroles són una de les característiques més dinàmiques dels volcans i sovint produeixen petits esclats, sorolls, xiulets i emeten gasos que poden ser nocius.

## Vulcanologia
Les fumaroles sovint obren una escletxa dins d'un volcà i són el millor lloc perquè els científics recullin mostres dels gasos volcànics. El seguiment dels canvis en la taxa d'emissió, la temperatura i la composició dels gasos volcànics, pot ajudar els científics a detectar el moviment del magma en un volcà. Aquesta informació, combinada amb altres tipus de monitoratge, pot ajudar a predir si és probable o no una erupció i el seu grau d'explosivitat. La previsió pot proporcionar un temps crític per als residents i els gestors d'emergències o per a advertir els pilots aèris sobre els núvols volcànics que poden danyar els motors de reacció.
Els sistemes volcànics de desgasificació, expressats per les fumaroles, les anomalies tèrmiques, l'alteració hidrotermal i la deposició a la superfície proporcionen informació sobre l'arquitectura estructural subjacent i el sistema magmàtic. Tot i que els llocs de fumaroles es poden identificar i investigar fàcilment, amb prou feines s'exploren les àrees de desgasificació difusa i l'alteració hidrotermal associada.
S'han fet diverses classificacions, basades, especialment, en la seva temperatura i composició química.

### Fumarola àcida
Fumarola emesa a temperatures compreses entre 300 i 500 °C i que conté H2, HCl, SO2, H2S, CO2 i abundant vapor d'aigua (fumarola clorhídrica).

### Fumarola alcalina
Fumarola emesa a temperatures baixes, fins a 100 °C, que conté gran quantitat d'aigua (més del 90%), H2S i una mica de CO2, i a més, NH4Cl i CO3NH4 (carbonat d'amoni), que li donen una reacció alcalina; presenta una gran diversitat de components, de vegades amb H2S suficient per a donar dipòsits de sofre groc en reaccionar amb l'oxigen de l'aire (fumarola amoniacal).

### Fumarola calenta
Fumarola de cràter amb gasos que poden atènyer els 1000 °C; conté els gasos CO2, H2S, H3BO3, NH3, CH4, H2 i H2O (més del 95%), HCl i clorurs (NH4Cl, NaCl, AlCl3 i FeCl3), compostos de fluor (F, HF, SiF4) i, eventualment, CO, CO2, l'àcid triociànic HSCN i clorur de ferro (que acoloreix de color carabassa les fumaroles que en contenen).

### Fumarola submarina
Pàgina principal: Fumarola hidrotermal
Són fonts termals submarines situades generalment a prop de les dorsals o punts calents (coneguts com a hot spots). Aquestes aigües brollen a 350 °C i contenen compostos rics en sofre. La descoberta a la dècada dels 70 de xemeneies hidrotermals als fons marins, va permetre proposar una nova hipòtesi: tant les molècules orgàniques senzilles com la seva unió per formar molècules més complexes s'haurien pogut produir a l'interior de cavitats de roques volcàniques formades a partir de les erupcions submarines.